# بيضوي
الشكل البيضوي (بالإنجليزية: Oval)‏ مشتقة من اللغة اللاتينية: (Ovum)؛ منحنى مغلق على مستوى ثنائي قريب من شكل البيضة  يستخدم دوما في (الهندسة الإسقاطية والرسم الصناعي) (يشبه القطع الناقص إلا أن القطع الناقص له محورين تماثل، أما الشكل البيضوي فله محور تماثل واحد [أنظر أسفله])).

## الوصف البيضوي

شكل بيضوي متماثل ؛ حيث المحور الأفقي هو محور التماثل.

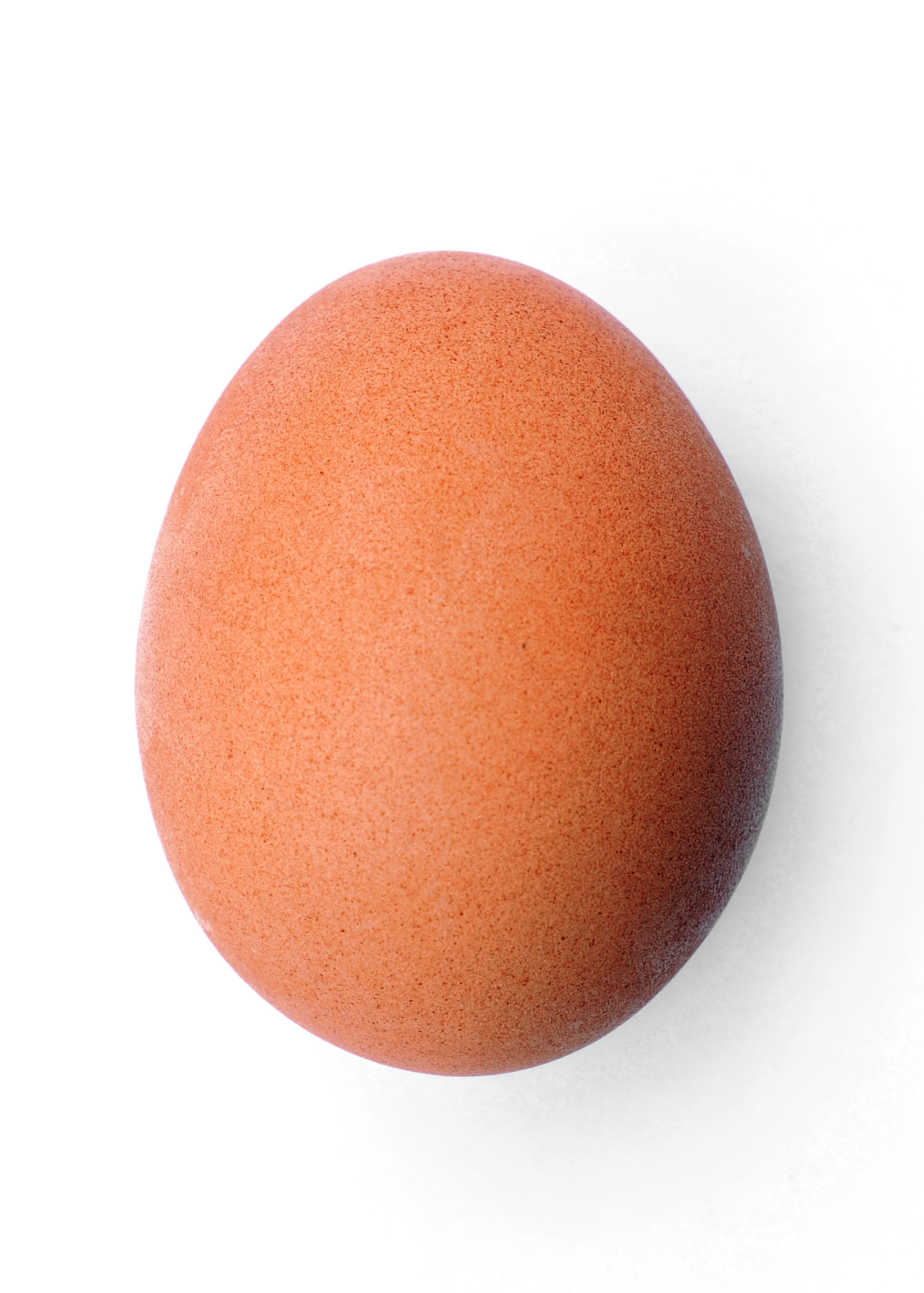
بيضة الدجاج المستوحى منها الإسم

في نظرية مستوى اسقاط يتكون الشكل البيضوي من مجموعة نقاط n + 1 على مستوى اسقاط من الدرجة n, بحيث لا توجد منهم أي ثلاثة نقاط على خط مستقيم.

## شكل البيضة
شكل البيضة دوما.

## تقنيات الرسم

البيضوي عبر محورين من أربعة أقواس ودوائر.

في الرسم التقني يتشكل الشكل البيضوي بواسطة زوجين من الأقواس، كل زوج منهما له نصف قطر مختلف (أنظر الصورة أسفله إلى اليمين). تتقابل الأقواس عند نقاط تتماس عندها الأقواس. وأي نقطة للشكل البيضوي تنتمي إلى أحد الأقواس (الكبيرة أو الصغيرة)، أما في حالة قطع ناقص فيمكن تشكيلة من أعداد كبيرة من الأقواس.

## في اللغة الدارجة
نطلق تعبير شكل بيضوي في لغاتنا العامية أيضا على شكل حلقة الجري في ستاد للرياضة أو في ملعب التزلق السريع.

## انظر أيضًا

A [speed skating rink] is often called an oval